# Station Chelmsford
Chelmsford is een spoorwegstation van National Rail in Chelmsford, Engeland. Het station is eigendom van Network Rail en wordt beheerd door Greater Anglia. 
Station Chelmsford ligt aan de Great Eastern Main Line.

## Treinverbindingen
- 1x per uur (Intercity) London Liverpool Street - Chelmsford - Colchester - Ipswich - Norwich (Maandag - zaterdag)
- 1x per uur (Stoptrein) London Liverpool Street - Shenfield - Chelmsford - Colchester - Ipswich
- 1x per uur (Sneltrein) London Liverpool Street - Shenfield - Chelmsford - Colchester - Clacton-on-Sea
- 1x per uur (Stoptrein) London Liverpool Street - Shenfield - Chelmsford - Colchester Town (Maandag - zaterdag)
- 1x per uur (Stoptrein) London Liverpool Street - Shenfield - Chelmsford - Braintree (Maandag - zaterdag)